# Porth Clais
Porth Clais är en vik i Storbritannien.   Den ligger i riksdelen Wales, i den sydvästra delen av landet, 400 km väster om huvudstaden London.